# Байкало-Амурська магістраль

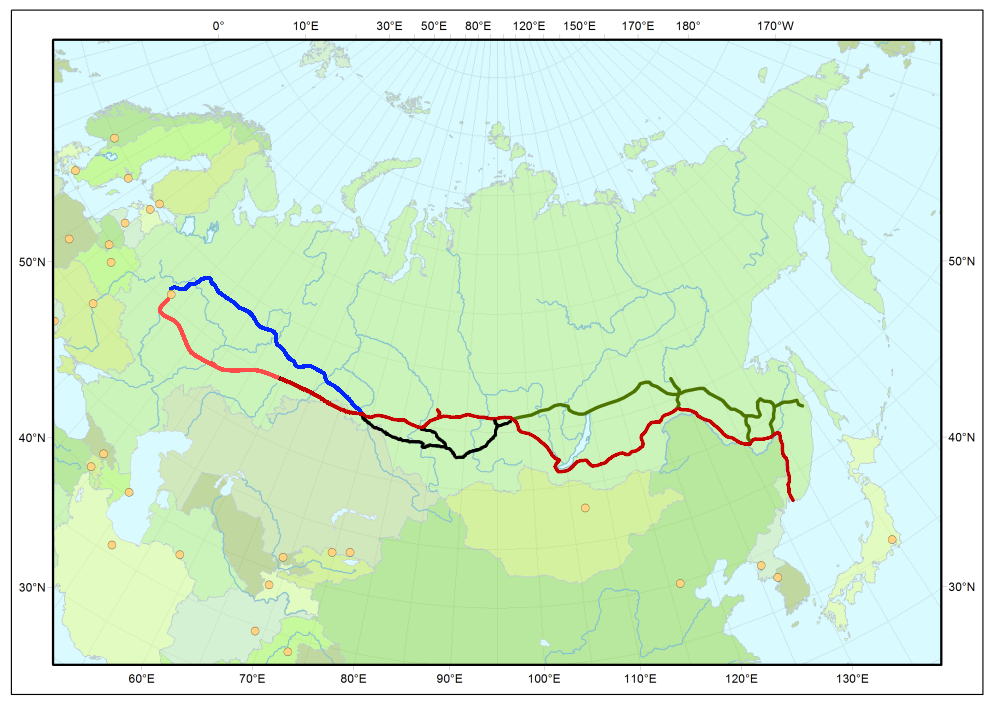
Байкало-Амурська магістраль (показана зеленим) та Транссибірська магістраль (червоним)

Байкало-Амурська магістраль (БАМ) — залізниця в азійській частині Росії. Довжина 4 234 км (траса від Усть-Кута над річкою Леною до Комсомольська-на-Амурі). Основна частина шляху збудована у 1974–84. Існує три відгалуження до Транссибірської залізниці.
Довжина залізниці — 4 234 км. Найвища точка — Муруринський перевал (1 323 метрів над рівнем моря); шлях проходить на північ від Транссибірської магістралі, відгалужуючись від неї в Тайшеті, перетинає Ангару в Братську, перетинає річку Лену, проходить через Сєверобайкальськ, огинаючи озеро Байкал, потім пролягає через Тинду, перетинає Амур у Комсомольську-на-Амурі і закінчується на березі Тихого океану в Совєтській Гавані. Відгалуження на Алдан — Томмот — Якутськ (будівництво на дільниці Томмот — Кердьом) і Улак — Ельга, що веде до Ельгинського родовища.
Залізниця перетинає одинадцять великих річок, сім гірських хребтів. Залізниця проходить крізь вісім тунелів, з-поміж них найдовший у Росії — Північномуйський тунель. Побудовано 2 230 великих і малих мостів. Магістраль проходить більш, ніж через 200 залізничних станцій і роз'їздів, через понад шістдесят міст і селищ.

## Передісторія
У 1903 році тихоокеанський порт Владивостока з'єднаний з російською залізничною мережею Китайсько-Східною залізницею, що належала Російській імперії, але проходила через територію китайської Маньчжурії.
У 1916 введена в експлуатацію частина трансибірської магістралі, що йшла вже російською територію вздовж китайського кордону. Проте, через близькість кордону вздовж усієї довжини гілки, магістраль залишалася вразливою у військовому плані.

## Історія будівництва

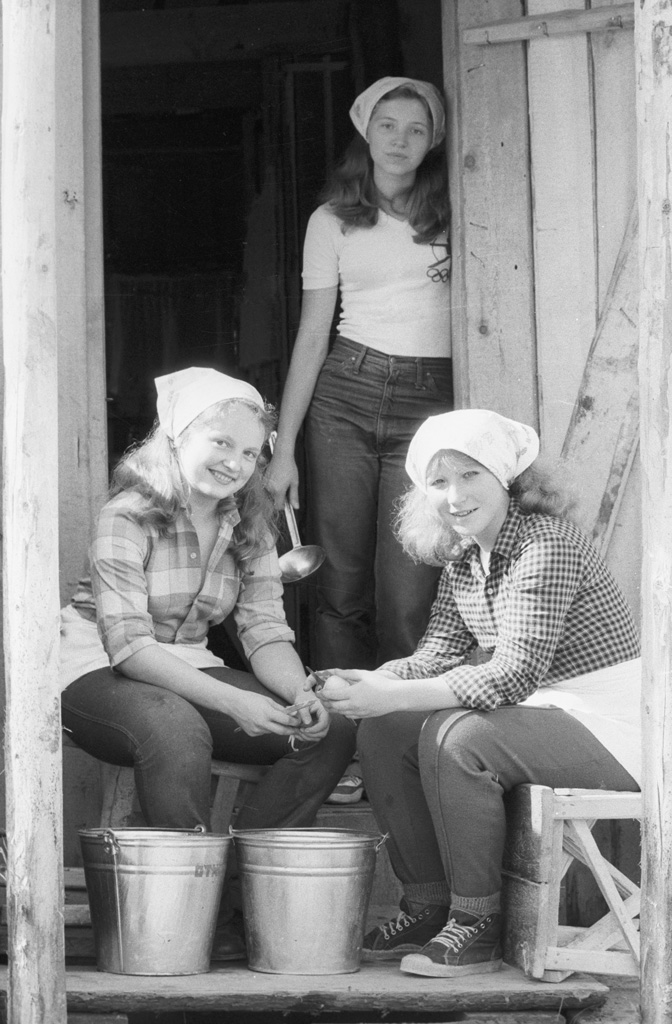
Студентки на будівництві БАМу

Перші ділянки шляху були побудовані у 1930-х роках ув'язненими спеціально організованого для цих цілей Бамлагу з адміністрацією у місті Свободний. На будові було задіяно понад 400 тисяч в'язнів. Керував будівництвом начальник робіт Байкало-Амурської магістралі Нафталій Френкель.
У січні 1942 року за рішенням Державного Комітету Оборони з БАМу були зняті ланки залізниці та ферми для будівництва залізниці Сталінград-Саратов — Сизрань — Ульяновськ (Волзька рокада).
Після німецько-радянської війни підрозділ Амурлаг продовжував будівництво східної ділянки Комсомольськ — Ургал. До розформування Амурлагу була відсипана насип на всій ділянці, укладені колії, побудовані мости на ділянці Комсомольськ-2 — Березовий (Постишево). Ділянка експлуатувалася Комсомольським об'єднаним господарством залізничного транспорту, контора і депо якого знаходилися в селищі Хурмулі Комсомольського району.
У 1967 відновлені проєктні роботи. Ухвалою ЦК КПРС і Ради Міністрів СРСР від 8 липня 1974 року «Про будівництво Байкало-Амурської залізниці» були виділені необхідні кошти для будівництва залізниці першої категорії протяжністю 3100 км, другої залізниці Тайшет — Лена — 740 км, ліній Бамовська — Тинда і Тинда — Беркакіт 400 км. У 1970-х роках БАМ оголошений всесоюзним комсомольським будівництвом. Основна частина дороги будувалася більше 12 років — з 5 квітня 1972 року по 27 жовтня 1984 року, а Північномуйський тунель відкрили у 5 грудня 2003 року. Північномуйський тунель імені В. А. Безсолова — залізничний тунель у Бурятії на Байкало-Амурській магістралі (на перегоні роз'їзд Ітикіт — станція Окусікан), за протяжністю є найдовшим залізничним тунелем у РФ — 15 343 метри.

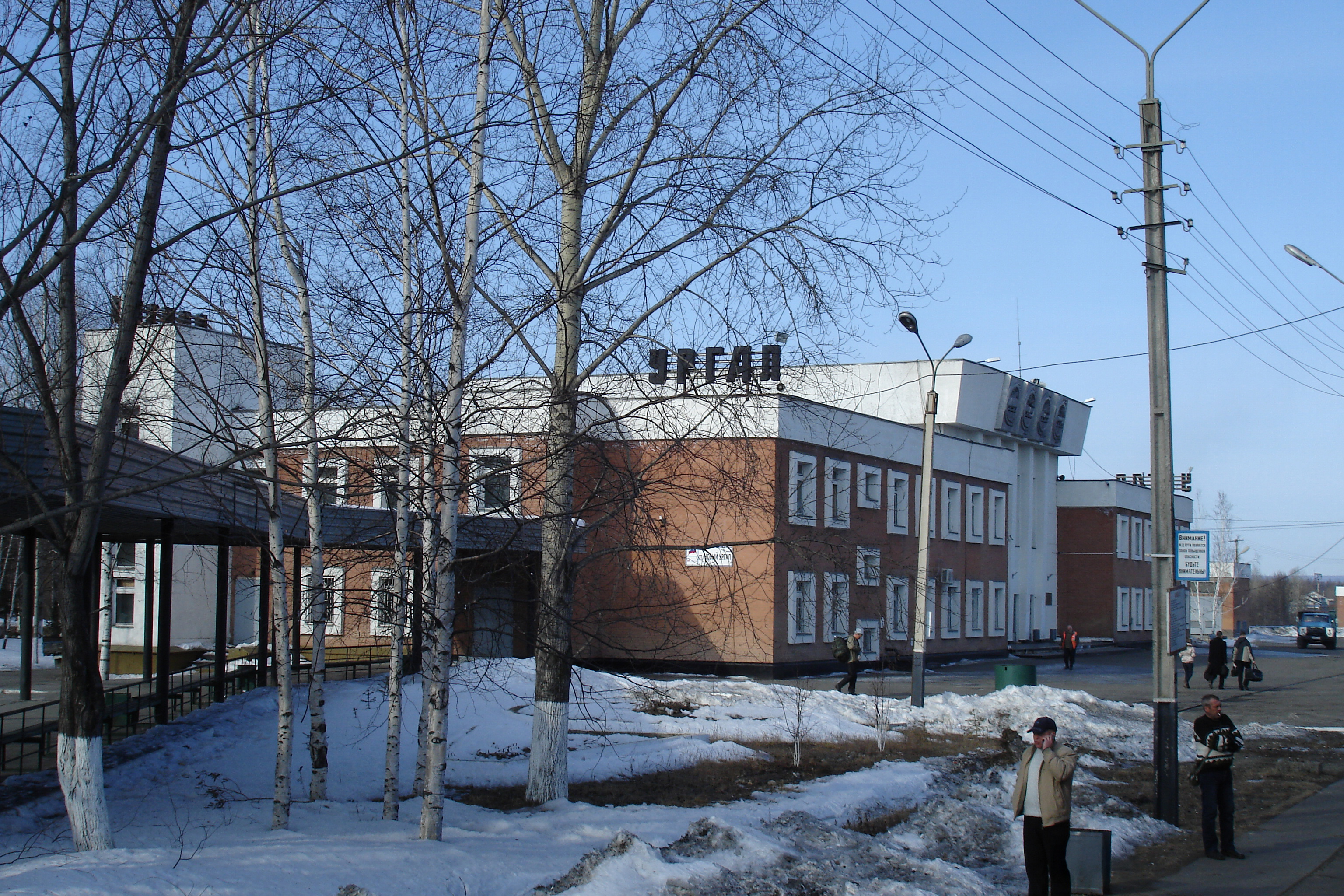
Вокзал станції Новий Ургал, збудований посланцями України

Чимало селищ та станцій БАМу було зведено однією республікою або містом. Так, Тинда була побудована москвичами, Сєверобайкальськ — ленінградцями, Новий Ургал — українцями, селище Улькан — азербайджанцями, станція Алонка — молдованами, вірменами — Кюхельбекерську і Звьоздну; білорусами — Муякан; грузинами — Ікаб'ю і Нию; казахами — Нову Чару; латишами — Таксимо; литовцями — Новий Уоян; туркменами — станцію Ларба; таджиками — Солони; узбеками — Куанду і Леприндо; естонцями — Кічеру. Багато роз'їздів та станцій було побудовано жителями РРФСР: Тамбовської області — Хурумулі; Новосибірської — Тунгала та Постишево; Пензенської — Амгунь; Волгоградської — Джамку; Саратовської — Гербі; Куйбишевської — Етиркен; Ульяновської — Іжак; Свердловської — Кувикта и Хорогочі; Пермської — Дюгабуль; Челябінської — Юкталі; Ростовської — Киренга; Тульської — Марева; Московської — Тутаул та Діпкун; Алтайського краю — Еворон; Красноярського краю — Февральськ; Хабаровського краю — Сулук; Ставропольського та Краснодарського країв — Лену; Башкирії — Верхнєзейськ. Жителі Чечено-Інгушської, Дагестанської та Північно-Осетинської АРСР працювали на будівництві Кунерми.

## Сучасний БАМ

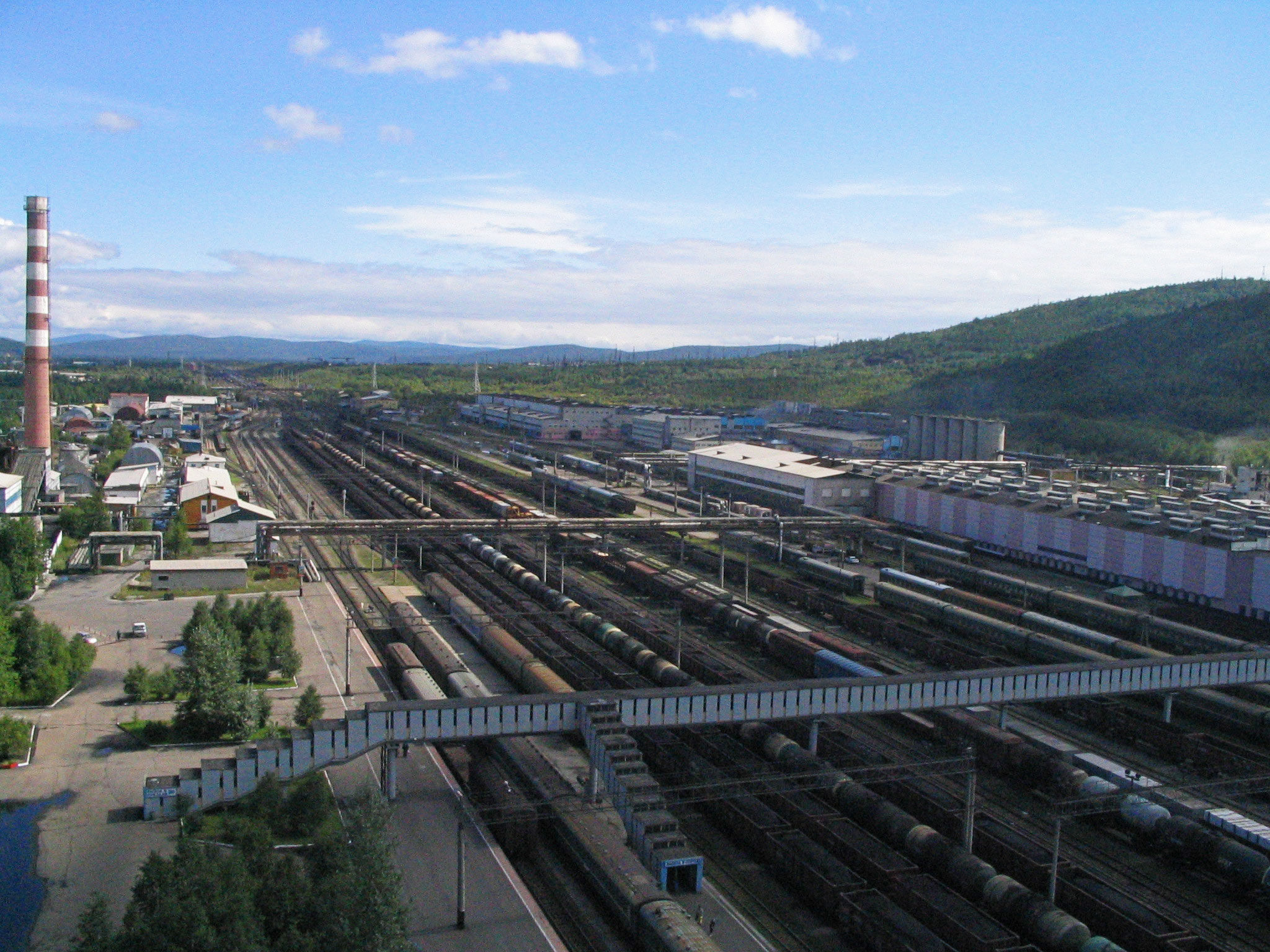
Найбільша вузлова залізнична станція Тинда

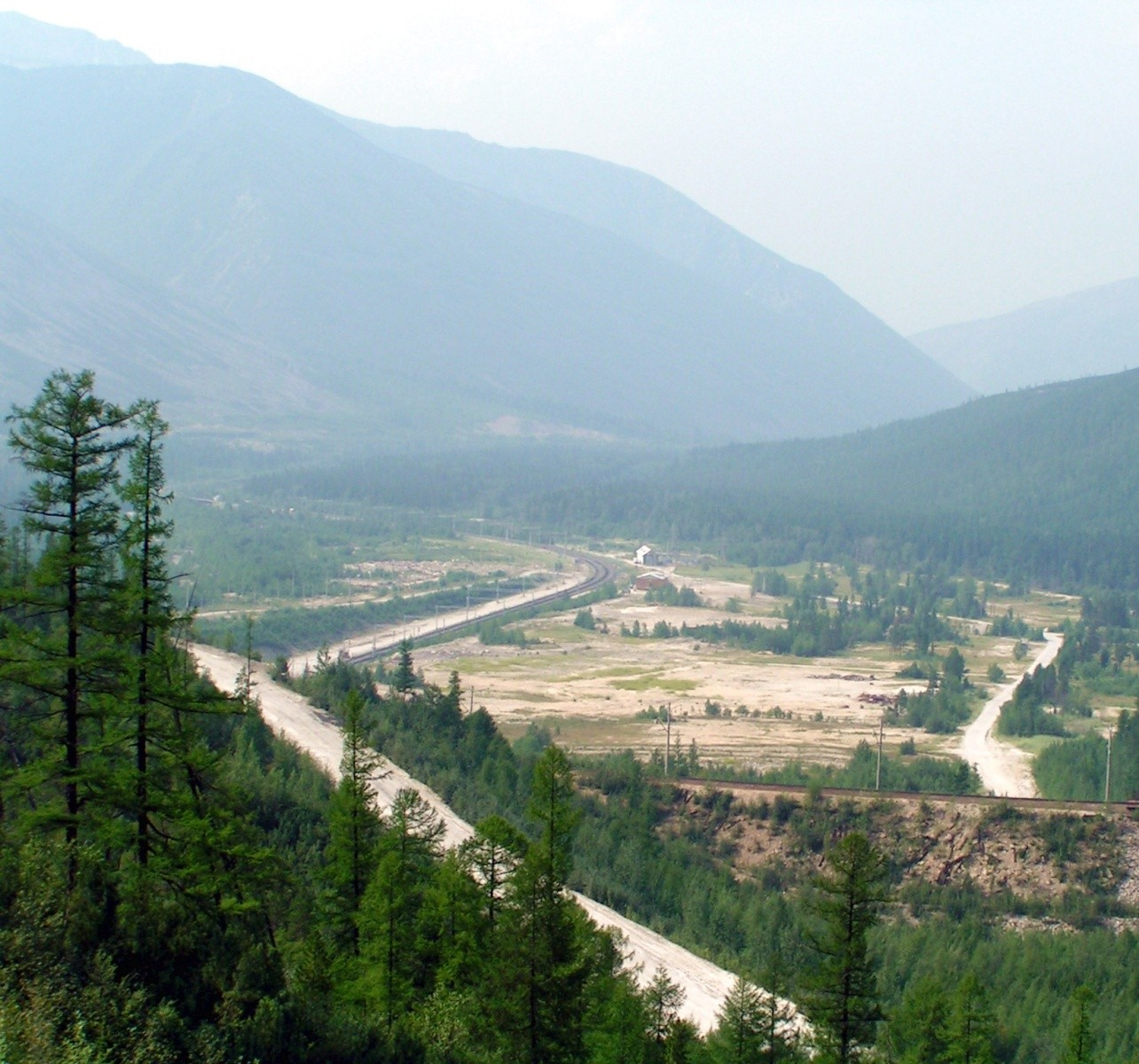
Краєвид БАМу, Іркутська область

Після розпаду Радянського Союзу обсяг перевезень на БАМі критично знизився, селища вздовж магістралі втратили значну частку населення.
Станом на 2006 рік БАМ адміністративно розділений. Східна частина БАМу зараз є частиною Далекосхідної залізниці, західна частина — Східно-Сибірської залізниці. Від відгалуження БАМу — лінії Тинда — Беркакіт продовжується будівництво на північ нової Амуро-Якутськой магістралі (АЯМ). У 2004 році відкритий рух від Алдана до Томмота, у 2013 — до станції Кердьом (недалеко від Покровська, на іншому березі Лени), далі в перспективі — до Якутська.
З 2006 року по АЯМу здійснюється пасажирський рух до станції Томмот (570 км від роз. Бестужево на БАМі), вантажний — до станції Амга (672 км), робочий, — до ст. Кирбикан (735 км). Існує декілька варіантів завершення лінії в районі Якутська, від найпростішого: будівництва станції у Нижньому Бестяху на правому березі річки Лени, до найбільш витратного: будівництва залізничного моста за 70 км вище за течією Лени і залізничного вокзалу безпосередньо в Якутську.

### Плани розвитку
За радянських часів існували плани будівництва залізниці від БАМу у напрямку Чукотського півострова. Планувалося також, що під Беринговою протокою буде прокладений тунель, і це дозволило б з'єднати залізничну мережу СРСР із залізницями на Алясці.
У лютому 2006 державна компанія ТВЕЛ і корпорація «Метали Східного Сибіру» розробили проєкт будівництва залізниці між БАМом і Транссибом Новий Уоян — Хиагда — Озерна — Могзон завдовжки ~350 км. Дорога повинна забезпечити розробку і транспортування урану з Хиагдинського родовища (11,3 тис. тонн руди)[джерело?]  і поліметалів з родовища Озерне.
У 2007 році уряд Росії схвалив план, згідно з яким планується будівництво «капілярних» гілок до родовищ корисних копалин. Також раніше було ухвалено рішення про будівництво переправи у вигляді Сахалінського тунелю або мосту.
У 2009 році почалася реконструкція дільниці Комсомольськ-на-Амурі — Совєтська Гавань (Далекосхідна залізниця) разом з будівництвом нового Кузнецовського тунелю (Кузнецовський тунель), її планують завершити у 2016 році. Загальна вартість проєкту — 59,8 млрд рублів. Ці роботи дозволять підвищити швидкість руху поїздів, що забезпечить збільшення пропускної і провізної спроможності, а також дадуть можливість збільшити вагову норму поїздів на ділянці з 3600 до 5600 тонн.
Згідно зі «Стратегією-2030» обсяг інвестицій у БАМ складе близько 400 мільярдів рублів. Буде побудовано 13 нових залізнічних гілок загальною протяжністю близько 7 тисяч кілометрів. Це в першу чергу такі лінії, як Лена — Непа — Ленськ, Хані — Ольокмінськ, Нова Чара — Апсатська, Нова Чара — Чина, Шимановська — Гар — Февральськ, Улак — Ельгінське родовище. Будівництво останньої вже йде повним ходом приватними інвесторами.
У 2013 році розглядалася можливість скасування єдиного пасажирського поїзду на східній ділянці БАМу. У 2014 році розпочалася модернізація магістралі. Перспективи відновлення активного сполучення пов'язують з розробкою нових родовищ кам'яного вугілля в Якутії та розвитком тихоокеанських портів БАМу.
7 вересня 2015 року, проєктувальник-ентузіаст Лагойда Владислав, запропонував проєкт БАМ-2 в обхід Станового Хребта, який передбачає маршрут Усть-Кут — Ленськ — Олекмінськ — Алдан.

## Цікаві факти
- Найвідомішими будівельниками БАМу, про яких часто писала радянська преса, були бригадири шляхоукладчиків, герої соціалістичної праці, українці — Олександр Бондар та Іван Варшавський[9].
- Союз першопрохідників БАМу у 1993 році виступив з ініціативою створення Байкало-Амурської Демократичної Республіки. Голова Союзу Михайло Калашников пообіцяв в інтерв'ю, що мешканці призалізничних селищ утворять свій уряд та будуть самі розпоряджатися багатством своєї економічної зони[10].
- БАМ є одним із напрямків екстримального туризму в Росії[11].
- 30 листопада 2023 року, вночі, пролунав вибух в Північномуйському тунелі Байкало-Амурській магістралі, що знаходиться в Бурятії. Під час руху вантажного поїзда спрацювали 4 вибухових пристрої. Операція паралізувала єдиний шлях залізничного сполучення між рф та Китаєм[12][13]. 1 грудня 2023 року, для продовження залізничного руху росіяни почали використовувати об'їзний шлях, що пролягає через «Чортів міст». Саме на це і було розраховано в СБУ: під час проїзду вантажного поїздаа по цьому високому 35-метровому мосту спрацювали закладені в нього вибухові пристрої. Внаслідок вибуху спалахнули 6 цистерн з паливом[14].

## Радянська пропаганда та народна реакція на неї

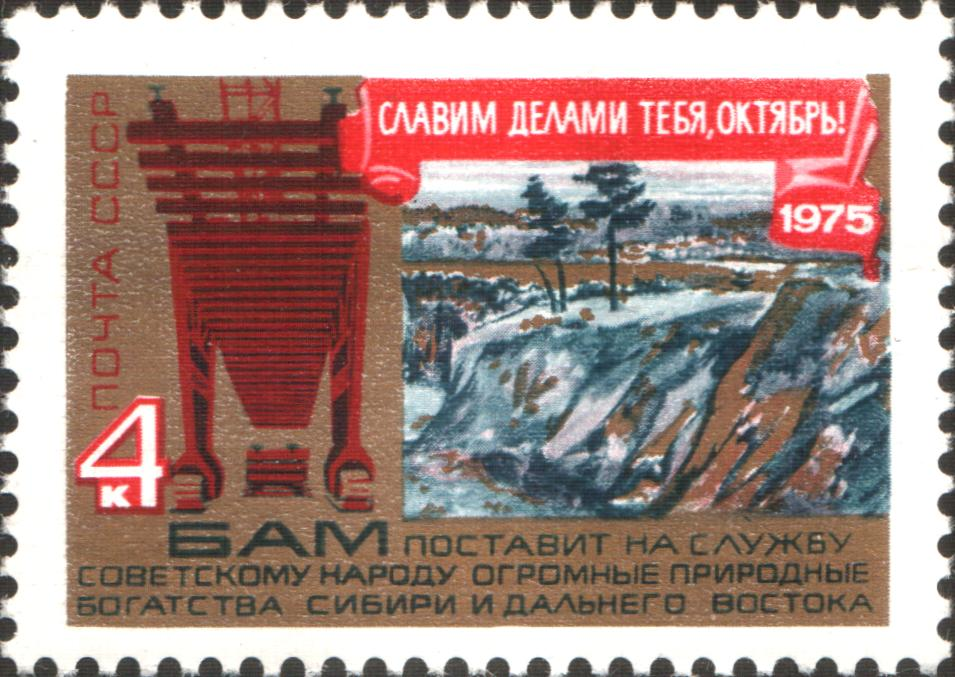
Поштова марка СРСР (1975)

- Найпопулярніша пісня про БАМ: «Багульник»[15] муз. В. Шаїнського, слова І. Морозова, у виконанні вокально-інструментального ансамблю «Самоцветы»
- Радянська комуністична преса іноді визнавала, що у будівництві магістралі беруть участь будівельні війська СРСР («стройбат»). Про використання на будівництві БАМу примусової праці засудженних до ув'язнення «зеків», як зазвичай на всіх радянських «комсомольских будовах», ніколи відкрито не повідомлялось. Однак у народі стійко ходило прислів'я: «Зек (з/к) — розшифровується як «Забайкальський Комсомолець».
- Інша розшифровка абревіатури БАМ — «Брежнев Абманывает Молодежь»[16]
- Частівки: «Там, где раньше тигры срали, / мы проложим магистрали. / Приезжай ко мне на БАМ: / я тебе на рельсах дам».